# قناة تسويقية

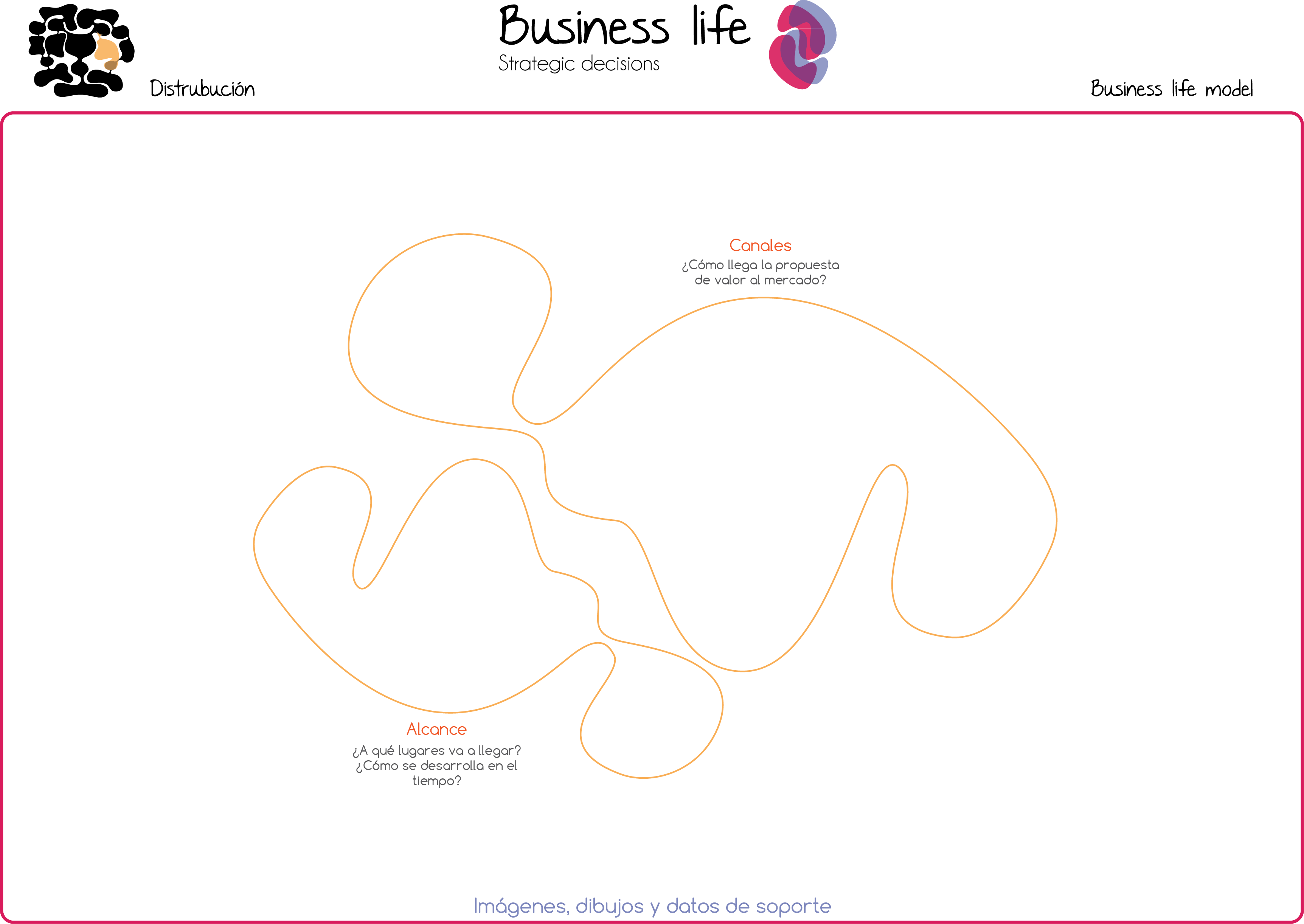
أداة التوزيع

تشير القناة التسويقية إلى مجموعة من الممارسات أو الأنشطة اللازمة لتحويل ملكية البضائع ونقلها من نقطة الإنتاج إلى نقطة الاستهلاك، وهي بذلك تتضمن جميع المؤسسات وجميع الأنشطة التسويقية في عملية التسويق. وتعد القناة التسويقية أداة هامة للإدارة.
دور القناة التسويقية في إستراتيجيات التسويق:
- تربط بين المنتِج والمستهلك.
- تتولى عمليات البيع والإعلان والترويج.
- تتحكم في إستراتيجيات التسعير التي تتبناها الشركات.
- تؤثر على إستراتيجية الإنتاج من خلال العلامة التجارية والسياسات والاستعداد للتخرين.
- تقوم بتعديل الأرباح، وتقديم الاعتمادات وتثبيتها والمحافظة عليها، إلخ.

وكمثال على ذلك بستان تفاح:
بستان التفاح > النقل > المصنع الذي يقوم بالمعالجة > التعبئة والتغليف > المنتج النهائي الجاهز للبيع > تناول فطيرة التفاح
ويُعد مصطلح قناة التوزيع أو «مسار السوق» بديلاً لمصطلح القناة التسويقية. وتعد هذه القناة بمثابة «طريق» أو «مسار»، يهدف إلى الدفع بالسلع والخدمات في اتجاهٍ واحد (من البائع إلى المستهلك)، وتوجه الأرباح التي يتم الحصول عليها في الاتجاه المعاكس (من المستهلك إلى البائع). ويمكن أن تكون القناة التسويقية قناة قصيرة مباشرة وتقتصر على البائع والمستهلك، وقد يتخللها عِدة وسطاء مترابطين (غالبًا ما يكون كلٌ منهم مستقل ولكن يعتمدون على بعضهم البعض) مثل: بائعي الجملة والموزعين والوكلاء وبائعي التجزئة. يستلم كل وسيط منهم السلعة بتسعيرةٍ معينة، ثم ينقلها إلى الوسيط الآخر بتسعيرةٍ أعلى (ليحقق ربح)، وتستمر العملية على هذا المنوال حتى تصل إلى المشتري النهائي (المستهلك).
ويمكن إدارة القناة التسويقية على مدى قصير أو آخر طويل. 
أرمسترونج جي (2009). التسويق: مقدمة (النسخة الأوروبية). هارلو، إنجلترا: برينتس هول.
وتتأثر القنوات قصيرة المدى بعوامل السوق، مثل: مستهلكي السلعة أو الخدمة والتمركز الجغرافي والمعرفة الفنية المكثفة والاحتياج إلى تقديم الخدمة بشكل منتظم والطلبيات الكبيرة. كما يتأثر تسويق السلع قصيرة المدى بعِدة عوامل، مثل: كون السلعة قابلة للتلف أو معقدة أو باهظة الثمن. ومن بين عوامل المنتج المؤثرة على المدى القصير، امتلاك المُصنِّع الموارد الكافية للقيام بوظائف القناة التسويقية، أو امتلاكه لخط إنتاج ضخم أو القدرة على التحكم بالقناة؛ وتعد جميعها عوامل مهمة. وتتضمن العوامل التنافسية قصيرة المدى: رضا المُصنِّع حيال ما يقدمه وسطاء التسويق من ترويج لمنتجاته.
وتتضمن عوامل السوق طويلة المدى، المستهلكين، والانتشار الجغرافي، وقلة إلمام المستهلك بالمعلومات التقنية، وعدم الاحتياج لخدمة منتظمة (ما بعد البيع) والطلبيات الصغيرة. وتتأثر القناة التسويقية للسلع طويلة المدى بكون السلعة: معمرة ونموذجية ومعقولة الثمن. وتتمحور عوامل المنتج في افتقار المُصنِّع للموارد الكافية لتولي وظائف القناة التسويقية، وامتلاكه خط إنتاجٍ محدود، واعتباره التحكم بالقناة التسويقية أمرًا غير مهم. وتتضمن العوامل التنافسية: عدم رضا المُصنِّع بأداء وسطاء التسويق فيما يقومون به من ترويج للمنتجات.
أرمسترونج جي (2009). التسويق: مقدمة (النسخة الأوروبية). هارلو، إنجلترا: برينتس هول.